# داریو فدی
داریو فدی (انگلیسی: Dario Fedi؛ زادهٔ ۱۳ فوریهٔ ۱۹۸۹) بازیکن فوتبال اهل ایتالیا است.
از باشگاه‌هایی که در آن بازی کرده‌است می‌توان به باشگاه فوتبال فیورنتینا اشاره کرد.